# Бангладеш на літніх Олімпійських іграх 2020
Бангладеш на літніх Олімпійських іграх 2020 буде представлений 6 спортсменами у 4 видах спорту.

## Стрільба з лука
| Атлет                  | Змагання                           | Посівний раунд | Посівний раунд | 1/32 фіналу | 1/16 фіналу | 1/8 фіналу | Чвертьфінал | Півфінал | Фінал / 3М | Фінал / 3М |
| Атлет                  | Змагання                           | Рахунок        | Посів          | Рахунок     | Рахунок     | Рахунок    | Рахунок     | Рахунок  | Рахунок    | Результат  |
| ---------------------- | ---------------------------------- | -------------- | -------------- | ----------- | ----------- | ---------- | ----------- | -------- | ---------- | ---------- |
| Руман Шана             | Чоловіки, індивідуальна першість   |                |                |             |             |            |             |          |            |            |
| Дія Сіддіке            | Жінки, індивідуальна першість      |                |                |             |             |            |             |          |            |            |
| Руман Шана Дія Сіддіке | Змішаний турнір, командна першість |                |                | Н/Д         | Н/Д         |            |             |          |            |            |

## Легка атлетика
Бігові дисципліни
| Атлет                | Змагання        | Забіг     | Забіг   | Півфінал  | Півфінал | Фінал     | Фінал   |
| Атлет                | Змагання        | Результат | Позиція | Результат | Позиція  | Результат | Позиція |
| -------------------- | --------------- | --------- | ------- | --------- | -------- | --------- | ------- |
| Мохаммад Жахір Раган | Чоловіки, 400 м |           |         |           |          |           |         |

## Стрільба
| Атлет             | Змагання                              | Кваліфікація | Кваліфікація | Фінал | Фінал   |
| Атлет             | Змагання                              | Очки         | Позиція      | Очки  | Позиція |
| ----------------- | ------------------------------------- | ------------ | ------------ | ----- | ------- |
| Абдуллах Гел Бакі | Чоловіки, 10 м, пневматична гвинтівка |              |              |       |         |

## Плавання
| Атлет                 | Змагання                      | Заплив | Заплив  | Півфінал | Півфінал | Фінал | Фінал   |
| Атлет                 | Змагання                      | Час    | Позиція | Час      | Позиція  | Час   | Позиція |
| --------------------- | ----------------------------- | ------ | ------- | -------- | -------- | ----- | ------- |
| Мохаммед Аріфул Іслам | Чоловіки, 50 м вільним стилем |        |         |          |          |       |         |
| Юнайна Ахмед          | Жінки, 50 м вільним стилем    |        |         |          |          |       |         |